# Мијуча Прада
Мијуча Бјанки Прада (Милано, 10. мај 1949), право име Марија Бјанки, је италијанска милијардерка, модна дизајнерка и пословна жена. Она је главни дизајнер Праде и оснивач њене подружнице Миу Миу.  Од октобра 2021, Форбес је проценио њену нето вредност на 4,8 милијарди долара. У јуну 2021. Блумберг је проценио њену нето вредност на 6,62 милијарде долара, што је рангирано на 464. месту у свету.
Најмлађа унука Марија Праде, Мијуча Прада, преузела је породичну производњу луксузне робе 1978. Од тада, компанију је поседовала Џил Сандер (1999－2005), Хелмут Ланг и произвођач обуће Church & Co. 2002. Прада је отворила сопствени музеј савремене уметности.
У марту 2013, Прада је проглашена за једну од педесет најбоље обучених старијих од 50 година од стране Форбса. Часопис ју је навео као 75. најмоћнију жену на свету 2014,  када је имала процењену нето вредност од 11,1 милијарду долара.

## Младост и образовање
Рођена као Марија Бјанки  10. маја 1949. у Милану, узела је име Мијуча Прада 1980-их, након што ју је усвојила тетка. Њени биолошки родитељи били су Луиђи Бјанки и Луиса Прада. Има старијег брата и сестру, Алберта и Марину.
Прада је похађала средњу школу Liceo Classico Berchet у Милану и дипломирала је политичке науке на Универзитету у Милану.

## Каријера

### Рани почеци
Прада је учила у Piccolo Teatro да постане мимичар и наступала је пет година.  Била је чланица Комунистичке партије Италије и укључена у покрет за права жена током седамдесетих у Милану.

### Каријера у Пради
До средине седамдесетих, Прада је ушла у породични посао производње луксузних кожних торби, компанију коју је основао њен деда 1913. године. У почетку је надгледала дизајн додатака. Године 1978. упознала је свог будућег мужа и пословног партнера Патриција Бертелија.
Прадин први успешан дизајн ташне био је 1985. године. Била је то линија црних, фино тканих најлонских торбица. До 1989. дизајнирала је и представила своју прву женску конфекцијску колекцију. 1995. лансирала је своју прву линију мушке одеће. Линија Миу Миу представљена је 1992. године као јефтинија линија женске одеће инспирисана њеном личном гардеробом. Назвала га је по сопственом надимку, Миу Миу.
Године 1994. Прада је показала своје колекције на недељама моде у Њујорку и Лондону. Већ је излагала на недељи моде у Милану. Бертели, Прадин супруг, одговоран је за комерцијалну страну производа и Прадину малопродајну стратегију. Дизајнерска кућа је прерасла у конгломерат који укључује етикете као што су Хелмут Ланг, Џил Сандер и Азедине Алаја. Компанија се проширила на кожну галантерију, ципеле, мирисе и одећу за мушкарце и жене.
Од 2014. Прада је ко-извршни директор Праде, заједно са својим мужем.
2020. Прада је представила своју коначну колекцију као једини креативни директор бренда; због пандемије ковида 19, представљена је у низу кратких филмова које су режирали уметници укључујући Мартину Симс и Јургена Телера. Од тада је ту одговорност делила са Рафом Симонсом.

### Остале активности
Године 2010. Прада је дизајнирала костиме за Вердијеву оперу „Атила“ у Метрополитен опери у Њујорку.

## Пословна филозофија
Прада намерно избегава спајање високе уметности са модом, говорећи: „Уметност је за изражавање идеја и за изражавање визије. Мој посао је да продајем.“ 

## Признања

### Награде и почасти
- 1993, 2004 – Међународна награда коју додељује Савет модних дизајнера Америке (ЦФДА) [22]
- 1995, 1996, 1998 – VH1 модна награда за дизајнера године женске одеће [23]
- 2005 – 100 најутицајнијих људи часописа Тајм [24]
- 2006. – Носилац Ордена уметности и књижевностир, одликована од стране француског Министарства културе [23]
- 2013 – Међународни дизајнер године, награђена од стране British Fashion Awards.[25]
- 2014 – 75. најмоћнија жена по избору Форбса [26]
- 2015 – Модни иноватор године, награђен од стране WSJ Магазина [27]
- 2015 – Витез Великог крста, Орден заслуга Републике Италије [23]
- 2016 – Награда Жена године, коју додељује Glamour САД [28]
- 2018 – Награда за изузетна достигнућа коју додељује Британски савет за моду [29]

### Изложбе
Заједно са дизајнерком Елзом Скјапарели, Прада је била тема изложбе 2012. „Немогући разговори” у Метрополитенском музеју уметности.

## Контроверзе
Почетком 2014. године, Прада и Патрицио Бертели су стављени под истрагу у оквиру истраге миланских тужилаца о избегавању пореза. До 2016. обоје су платили више од 400 милиона евра (429 милиона долара) да измире своје пореске обавезе.

## Лични живот
Прада је удата за Патриција Бертелија, бизнисмена. Њихова два сина рођена су 1988. и 1990. године, од којих је старији био рели возач Лоренцо Бертели. Пар живи у стану у коме је она рођена.
Прада је колекционар савремене уметности и поседује неколико уметничких дела младих британских уметника. Пријатељица је са уметницима: Синди Шерман и Франческо Вецоли.
Током неколико година, Прада је девет пута била кума броду Luna Rossa.